# 曼斯菲爾德 (英國國會選區)

選區在諾丁漢郡的位置

曼斯菲爾德（英語：Mansfield），英國國會一郡選區，位於諾丁漢郡西北部，包括曼斯菲爾德全部。
本區始設於1885年，早期是自由黨的選區，1923年至2017年期間一直是工黨的根據地。在2010年大選中工黨的亞倫·米爾以38.7%選票五度連任成功。2017年大選由保守黨人當選。